# 荒井恵子 (画家)
荒井 恵子（あらい けいこ、1963年9月18日 - ）は、日本の水墨画家。東京都生まれ、千葉県船橋市在住。

## 経歴

### 展示・作品発表（主なもの）
- 1998年 フィリィップモリス・アートアワード最終審査展（東京・国際フォーラム）
- 2000年 個展（銀座すどう美術館）
- 2002年 個展（プレンヌ. ビュ南青山）、個展「耳を澄ませて」（東京ワンダーサイト）
- 2005年 個展（新宿西口プロムナードギャラリー）
- 2006年 縄文コンテンポラリーアート、(船橋飛ノ台史跡公園博物館）、個展（ギャラリー椿）、個展（東京アメリカンクラブ玄関ギャラリー）
- 2007年 マリンバコンサート:絵画と音楽のコラボレーション(東京文化会館)、墨画トリエンナーレ富山（富山県水墨美術館）
- 2009年 ｢仮説の推移展」（アルメニアNAPK 現代美術館）、「墨の位相展」（東京都美術館）
- 2010年 個展（大阪・LADS ギャラリー）
- 2011年「清洲国際工芸ビエンナーレ」（韓国・シェマ美術館）、「丹南アートフェスティバル」（福井県）
- 2012年「素材と表現」（福井市美術館）、丹南アートフェスティバル（金沢21世紀美術館）、個展（大阪・LADS ギャラリー）
- 2013年 宝成寺襖絵「空」と「宙」奉納、同時開催作品展示（船橋市）、個展（フランス・パリ・ Lee ギャラリー)、５人展（フランス・カーン・ST.Sauveur 教会）
- 2014年「荒井恵子展　分身－宝成寺襖絵、空と宙の雫－」（東京・ミキシム銀座）
- 2014年「荒井恵子展　天地空宙　襖絵－かこ、いま、みらい－｣  （大阪・LADSギャラリー）
- 2014年「荒井恵子の世界～襖絵｢空と宙」ひろがり つながる｣  （福井県越前和紙の里 卯立の工芸館）

### 収蔵・恒久展示
- 1993年 作品「夢の中」／船橋市
- 1999年 バルセロナ大学
- 2002年 作品「Symphony I」／船橋市　東武公民館
- 2004年 作品「天と地の宴Ⅰ」／」CENTRE D,ART CONTEMPORAINE/INSTITUT D,ARTS VISUELS
- 2013年 作品「空」と「宙」襖絵奉納／船橋市・宝成寺
- 2015年 作品「古代A」／船橋市飛の台史跡公園博物館

### 受賞
- 1997年「現代水墨画協会展」秀作賞、「船橋市展」市長賞、教育長賞
- 1998年「亜細亜現代美術展」理事長賞
- 1999年「第一回トリエンナーレ豊橋」入選
- 2001年「墨画トリエンナーレ富山」入選／富山県水墨美術館,「女流画家協会展」入選／（富山）
- 2003年「船橋市展」会員賞
- 2007年「墨画トリエンナーレ富山」奨励賞／富山県水墨美術館